# Annibale Comessatti
Annibale Comessatti (Udine, 30 gennaio 1886 – Padova, 13 settembre 1945) è stato un matematico italiano.

## Biografia
Studiò all'Università di Padova con Giuseppe Veronese e Francesco Severi e qui si laureò nel 1908. Successivamente lavorò a lungo come assistente di Francesco Severi. Nel 1920 cominciò a insegnare in seguito alla vittoria di un concorso Analisi algebrica e Geometria analitica all'Università di Cagliari. Nel 1922 fu trasferito all'Università di Padova. Tenne anche dei corsi presso le Università di Ferrara e di Bologna.
Fu membro dell'Accademia dei Lincei dal 1935. Si interessò soprattutto di Geometria algebrica, nella quale portò personali vedute, specie in questioni di realtà degli enti algebrici, in cui era un vero specialista.
Tra i suoi allievi vanno ricordati Ugo Morin e Mario Baldassarri.